# Peter, o selvagem
Peter, o selvagem foi uma criança selvagem encontrada em Helpensen, Hanover,por George I no dia 27 de julho de 1724. O garoto estava nu, com a pele escurecida e tinha os cabelos negros, aparentando ter cerca de 12 anos ,mas nunca entraram em consenso sobre a idade dele (Inclusive porque ele não sabia falar). Chegou a viver mais 68 anos, mas nunca aprendeu a dizer nada além de "Peter" e "rei George".[carece de fontes?]